# Elecciones presidenciales de Somalilandia de 2010
Las elecciones presidenciales se celebraron en Somalilandia el 26 de junio de 2010. Las elecciones estaban previstas originalmente para agosto de 2008 y numerosos retrasos pusieron en peligro la estabilidad política del país. El 1 de julio de 2010, la Comisión Electoral Nacional de Somalilandia anunció que el candidato de la oposición Ahmed Mohamed Mohamoud había ganado las elecciones, derrotando al actual presidente Dahir Riyale Kahin.

## Antecedentes
Las elecciones estaban originalmente programadas para el 31 de agosto de 2008, pero la inestabilidad en las regiones orientales de Sanaag y Sool llevó a Guurti a extender el mandato del titular por un año a principios de abril de 2008, fijando la elección para el 15 de marzo de 2009. Esto fue muy criticado por la oposición; al final, un compromiso llevó a la fecha del 6 de abril de 2009, que luego se cambió a una semana antes (29 de marzo). El 3 de marzo se anunció que las elecciones se aplazaban dos meses más, para celebrarse el 31 de mayo.
El 6 de septiembre de 2009, la comisión electoral anunció que la elección no podía celebrarse el día previsto, el 27 de septiembre, debido a las "condiciones políticas, económicas y técnicas actuales". No se anunció una nueva fecha. Posteriormente, el presidente Dahir Riyale Kahin solicitó a Guurti otra prórroga del mandato, ya que expiraría el 29 de septiembre, pero se lo negaron. Sin embargo, el 28 de septiembre se informó que en una segunda votación se concedió la prórroga del plazo, siempre que el gobierno se adhiera a una propuesta de seis puntos para organizar las próximas elecciones.
Los políticos de Somalilandia esperaban entonces que las elecciones se celebraran en enero de 2010 como muy pronto. Más tarde, se mencionó abril de 2010, pero pronto quedó claro que esta fecha también se perdería. Las elecciones se esperaban entonces para junio de 2010, ya que los preparativos para las elecciones estaban en marcha. Las primeras urnas para la elección llegaron desde Dinamarca el 19 de abril y las nuevas tarjetas de registro de votantes se emitirán a partir de la segunda semana de mayo. La comisión electoral de Somalilandia respaldó las elecciones de junio el 28 de abril de 2010, afirmando que la lista de votantes se había actualizado y ahora contiene 1,1 millones de personas.

## Conducta
Después de un retraso de dos años, la votación para las elecciones presidenciales finalmente se llevó a cabo a fines de junio de 2010. Un equipo de observadores internacionales encabezado por Progressio, una agencia de desarrollo con sede en el Reino Unido (anteriormente conocida como el Instituto Católico de Relaciones Internacionales) que ha sido durante mucho tiempo un defensor de los movimientos independentistas, describió el proceso como "libre y justo", aunque notaron violencia en la disputada región oriental de Sool que condujo a la muerte de un funcionario electoral.
El Instituto Republicano Internacional afirmó que "las elecciones de Somalilandia fueron pacíficas, sin mayores incidentes y, en general, cumplieron con los estándares internacionales. Cientos de miles de somalilandeses acudieron a votar en su cuarta elección y, aunque querían el reconocimiento internacional, no esperaron a continuar construyendo su incipiente democracia. La comunidad internacional debe dar crédito a tal progreso democrático y al ejemplo que da a los demás".

## Resultados
La Comisión Electoral Nacional de Somalilandia anunció los resultados el 1 de julio de 2010, el quincuagésimo aniversario de la independencia de Gran Bretaña. Mostraron que Ahmed M. Mahamoud Silanyo había ganado las elecciones presidenciales con poco menos del 49,59% de los votos, derrotando al actual presidente Dahir Riyale Kahin, que recibió el 33,23 %.
|  | 49.59 % |

|  | 33.23 % |

|  | 17.18 % |

|  | 100 % |

|  | 50.31 % |

## Consecuencias
Después de que se anunciaran los resultados, Kahin felicitó a Silanyo y reiteró que renunciaría. Silanyo prestó juramento el 27 de julio en una ceremonia.